# 洋溪乡 (三江县)
洋溪乡，是中华人民共和国广西壮族自治区柳州市三江侗族自治县下辖的一个乡镇级行政单位。

## 行政区划
洋溪乡下辖以下地区：
信洞村、安马村、洋溪村、良培村、红岩村、高路村、玉民村、勇伟村和波里村。